# Xanca menuda pitbruna
La xanca menuda pitbruna (Grallaricula leymebambae) és una espècie d'ocell de la família dels gral·làrids (Grallariidae).

## Hàbitat i distribució
Habita el sotabosc de la selva pluvial, localment a turons i muntanyes del nord i est del Perú i oest de Bolívia